# Bunter Kreis
Bunter Kreis ist der Name eines integrierten Nachsorgemodells zwischen Krankenhaus und ambulanter Behandlung für krebs-, chronisch- und schwerstkranke Kinder und Jugendliche sowie ihre Familien. Die Nachsorgeleistungen aus der Pflege, Sozialpädagogik, Psychologie, Diätetik etc. sollen in einem Case Management zentral koordiniert und evaluiert werden.
Der erste „Bunte Kreis“ wurde 1992 in Augsburg gegründet. Bis heute haben sich deutschlandweit über 90 Nachsorgeeinrichtungen im Bundesverband Bunter Kreis e.V. zusammengeschlossen (Stand 2018).

## Das Modell
Der Bunte Kreis Augsburg begann 1990 mit dem Aufbau der Nachsorge für krebs-, chronisch- und schwerstkranke Kinder und Jugendliche sowie ihre Familien. Zu Beginn wurde die Nachsorge vorrangig von Kinderkrankenschwestern durchgeführt, 1996 konnte die sozialpädagogische Arbeit durch die Finanzierung über die Erste Stufe der Behindertenhilfe, ein Teil der offenen Behindertenhilfe in Bayern, ausgebaut werden. 1998 kam es zum ersten Vertrag mit den regionalen Krankenkassen, so dass anschließend Nachsorgeleistungen der Pflege, Sozialpädagogik, Psychologie und Diätetik in Rechnung gestellt werden konnten. Die Verbreitung des Nachsorgemodells Bunter Kreis in Deutschland erforderte es einerseits, die Effektivität und Effizienz nachzuweisen sowie anderseits, eine bundesweite Abrechnungsmöglichkeit für die Nachsorge zu schaffen. 
Das beta Institut gemeinnützige GmbH führte zusammen mit dem Bunten Kreis, der Universität Augsburg und der Unikinderklinik Bonn die notwendigen Studien zur Effektivität und Effizienz der Nachsorge durch und brachte die Gesetzesinitiative zur Nachsorge ein. 2004 wurde im Gesundheitsmodernisierungsgesetz (GMG) der § 43 Abs. 2 SGB V Sozialmedizinische Nachsorge aufgenommen. 
Die Nachsorge nach dem Modell Bunter Kreis wird im Idealfall von einem Nachsorgezentrum aus organisiert, das als eine Art Plattform Leistungen in fünf Bereichen anbieten kann. 
1. Sozialmedizinische Nachsorge ist eine Leistung der gesetzlichen Krankenkassen, die im Anschluss an einen stationären Krankenhausaufenthalt erfolgt. Ziel sind die Verkürzung und Vermeidung von Krankenhausaufenthalten, die Sicherstellung der Behandlungserfolge und die Integration des kranken Kindes in seinem Umfeld.
2. Erste Stufe der Behindertenhilfe ist eine Leistung, die bisher in Bayern im Rahmen der Offenen Behindertenarbeit geleistet wird. Bei der Ersten Stufe der Behindertenhilfe steht die psychosoziale Gesundheit im Vordergrund. Ziele sind die Förderung der Aktivitäten und die Integration in das alltägliche und soziale Leben sowie die Sicherstellung und Förderung der psychosozialen Gesundheit der betroffenen Familienmitglieder.
3. Patientenschulungen/trainings werden z. B. für Kinder und Jugendliche mit Asthma, Diabetes, Neurodermitis und Adipositas angeboten und können über die gesetzlichen Krankenkassen nach § 43 Abs. 1 Nr. 2 SGB V abgerechnet werden. In den Trainings werden Wissen vermittelt, Fertigkeiten trainiert und Handlungskompetenzen aufgebaut mit dem Ziel der Sicherstellung und Verbesserung der Behandlungserfolge, der Unterstützung der kindlichen Entwicklung und der Erhöhung der Lebensqualität der gesamten Familie. Neben den Kindern/Jugendlichen nehmen die Eltern an den Schulungen teil.
4. Optionale Angebote sind Leistungen, die im Rahmen der Nachsorge nur angeboten werden, wenn regional ein Bedarf besteht, der nicht bereits durch andere Anbieter gedeckt wird. Es handelt sich hierbei um Leistungen wie Häusliche Kinderkrankenpflege, Psychotherapie, Ergotherapie, Logopädie, Physiotherapie, Ernährungsberatung, Interaktionssprechstunde, Familienentlastender Dienst, Tiergestützte Therapie, Sozialfonds etc.
5. Seelsorge wird über alle Konfessionen und Religionen hinweg angeboten, um die Familie zu unterstützen wenn das Kind lebensbedrohlich erkrankt oder verstorben ist.

Die Nachsorge nach dem Modell Bunter Kreis hat vorbeugenden und rehabilitativen Charakter und folgt festgelegten Leitprinzipien:
- Orientierung am Bedarf des Einzelnen und seiner Lebensumwelt, das heißt, es wird kein Pauschalrezept übergestülpt.
- Ganzheitlichkeit, das heißt alle relevanten Aspekte der Gesundheit, der medizinisch-funktionale, soziale, psychische und spirituelle, werden berücksichtigt.
- Hilfe zur Selbsthilfe, das heißt die Betroffenen werden kompetent gemacht, damit sie sich selbst helfen können.
- Ressourcenorientierung, das heißt, es wird berücksichtigt, was die Familie selbst kann und welche Helfer für sie zur Verfügung stehen.
- Familienorientierung, das heißt die Nachsorge berücksichtigt die Bedürfnisse der ganzen Familie, nicht nur die des Patienten.
- Effektivität und Effizienz, das heißt geeignete Methoden werden professionell eingesetzt.
- Wissenschaftlichkeit, das heißt die Leistungen werden nach dem aktuellen Stand der Forschung erbracht.
- Qualitätssicherung, das heißt, es wird eine laufende Dokumentation und Optimierung vollzogen.

## Handlungskonzept Case Management
Die komplexen Problemlagen der betroffenen Familien erfordern eine hohe Fachkompetenz der Nachsorgemitarbeiter. Die Grundlage im Modell Bunter Kreis bildet das Handlungskonzept Case Management. Dieses wird auf der Fall- und der Systemebene durchgeführt. 
Auf der Fallebene steht der Patient mit seinen Bezugspersonen im Mittelpunkt. Der Case Manger erfasst die individuelle Problemsituation unter Berücksichtigung der jeweiligen Bedürfnisse, bevor gemeinsam mit der Familie ein Hilfeplan erstellt wird, der dann umgesetzt wird. Eine Nachsorgemaßnahme wird dabei immer wieder kontrolliert hinsichtlich der Aktualität des Hilfeplans und ggf. angepasst. Am Ende einer Maßnahme werden die Leistungen hinsichtlich der Qualität evaluiert und vom Mitarbeiter reflektiert, um eine kontinuierliche Qualitätsverbesserung zu gewährleisten.
Auf der Systemebene fördern Case Manager die Zusammenarbeit zwischen den Institutionen, die für schwer und chronisch kranke Kinder und Jugendliche relevant sind, unabhängig davon, ob sie ambulant oder stationär tätig sind. Zur systemischen Case-Management-Arbeit gehören die Analyse der Hilfsangebote einer Region sowie die Kontaktaufnahme und die Zusammenarbeit mit Kinder- oder Rehabilitationskliniken, Ärzten, Förder- und Beratungsstellen, Therapeuten, Krankenkassen, Ämtern, Selbsthilfegruppen und anderen relevanten Hilfseinrichtungen und Leistungsträgern. Nicht die Konkurrenz, sondern die Vernetzung der Einrichtungen steht hierbei im Vordergrund.

## Finanzierung
Die Arbeit eines Nachsorgezentrums nach Modell Bunter Kreis wird durch sieben finanzielle Säulen ermöglicht:
- Krankenkassenleistungen
- Erste Stufe der Behindertenarbeit, Offene Behindertenarbeit (Bayern)
- Mitgliedsbeiträge
- Spenden, Sponsoring, Corporate Citizenship
- Bußgelder
- Stiftungen
- Kirche

Die Nutzung dieser Finanzierungsquellen ist je nach Nachsorgezentrum unterschiedlich. Sie wird bestimmt von der Anbindung des jeweiligen Zentrums an eine Kinderklinik, eine Stiftung, einen Verein, einen Wohlfahrtsverband oder eine Praxis. 

## Bunte Kreise in Deutschland
Der Verbund Bunter Kreis wurde im November 2002 gegründet, weil für die zunehmende Zahl an Nachsorgeeinrichtungen in Deutschland ein gemeinsames Forum sinnvoll erschien. Er wurde 2010 in einen eigenständigen gemeinnützigen Verein, den "Bundesverband Bunter Kreis" übertragen. Der Sitz der Geschäftsstelle befindet sich in Augsburg. Derzeit (Stand Januar 2018) gehören dem Verein 91 Mitglieds-Einrichtungen an.
Kern-Ziele des Vereins sind:
- Auf- und Ausbau einer flächendeckenden Nachsorge in Deutschland, damit allen kranken Kindern, auch in ländlichen Bereichen, Nachsorge offensteht
- Erhöhung der Anzahl der versorgten Krankheitsbilder (Frühgeborene, chronische und seltene Erkrankungen)
- Sicherung der Qualität nach Modell Bunter Kreis durch bundeseinheitliche Evaluation und regelmäßig wiederkehrende Qualitätsaudits
- Nachhaltigkeit durch eine auskömmliche Finanzierung der Krankenkassen und gesundheitspolitische Grundlagen und Rahmenbedingungen

## Wissenschaftlicher Hintergrund
Eine sozialwissenschaftliche und ökonomische Evaluation der Nachsorgeleistungen des Bunten Kreises konnte Einspareffekte durch die Reduktion der Liegezeiten bei Früh- und Risikogeborenen nachweisen. Die Studie belegt zudem, dass Eltern mit Nachsorge deutlich zufriedener sind als ohne. 
Die „Prospektive, randomisierte Implementierung des Modellprojekts Augsburg“ (PRIMA-Studie) ist ein zweites Studienprojekt zur Nachsorge. Die Studie weist im Sinne einer Versorgungsforschung nach, dass die familienorientierte Nachsorge die Familienkompetenz verbessert. 
Die Umsetzung der Qualitätsstandards durch den Qualitätsverbund ist die Basis für weitere multizentrische wissenschaftliche Studien, um die Ergebnisqualität der Nachsorge zu überprüfen und um die Erkenntnisse aus der pädiatrischen Nachsorge auf andere Bereiche des Gesundheitswesens und der Behindertenhilfe zu übertragen.
Der Handlungsansatz Case Management wurde in der Modellregion Augsburg bereits erfolgreich auf Brustkrebs übertragen (mammaNetz) und ebenfalls wissenschaftlich evaluiert.